# Seuthe-Dampfgeneratoren
Die Seuthe GmbH ist ein Zubehörhersteller für Modelleisenbahnen. Sie schuf vor allem in den 1960er Jahren einige Innovationen für die Baugröße H0. Gegründet wurde das Unternehmen von Ing. Eberhard Seuthe Ende der 1950er/Anfang der 1960er Jahre.
Als bahnbrechend gilt die „Dampfende H0-Dampflok“, der Rauch- bzw. Dampfgenerator für Dampfloks in H0, die erstmals 1959 auf der Trolley-Bus-Vorführ-Anlage der Fa. Braun – Brawa zu sehen war. Die Dampferzeuger fanden auf der 10. Internationalen Spielwarenmesse Nürnberg 1959 Beachtung.
Die Artikel wurden über die Fa. Brawa angeboten. 1960 stellte Märklin ihre erste, mit einem Dampfgenerator ausgerüstete, Lokomotive vor. Die Dampferzeuger sind bis heute im Märklin-Programm.
Dazu passend wurde bis 1961 in zwei verschiedenen Versionen der Tankautomat in Stellwerk-Form entwickelt. Damit war es möglich, die Dampfgeneratoren der Dampfloks H0 auf der Modellbahnanlage manuell oder elektromechanisch zu befüllen, ohne Hand anzulegen.
Weitere, weniger bekannte Artikel der Fa. Seuthe waren der Steigungsriffler und der elektromechanisch angetriebene Radar- und Drehfunkfeuerturm.
Das Unternehmen ist heute auf dem Markt mit Dampfgeneratoren für Modelle, insbesondere Dampfloks und Modellhäuser verschiedener Spurgrößen.